# ۵۶۱ (میلادی)

## رویدادها
- شیلپریک یکم پادشاه فرانک‌ها بر تخت پادشاهی نشست.

## مرگ‌ها
- ۴ مارس - پلاژیوس یکم، پاپ کلیسای کاتولیک روم
- کرام، پسر کلوتار یکم که علیه پدرش شورید و پس از دستگیری، همراه با همسر و فرزندانش در آتش سوزانده‌شد
- کلوتار یکم، پادشاه فرانک‌ها